# Charles Kelman
Charles David Kelman (* 23. Mai 1930 in Brooklyn, New York City, New York; † 1. Juni 2004 in Boca Raton, Florida) war ein US-amerikanischer Augenarzt und Erfinder.

## Leben und Wirken
Kelman erwarb einen Bachelor an der Tufts University und studierte Medizin an der Universität Genf (Abschluss 1956). Seine Facharztausbildung absolvierte er am Kings County Hospital in Brooklyn und am Wills Eye Hospital in Philadelphia. Seit 1960 war er in eigener augenärztlicher Praxis in New York City tätig.
Kelman entwickelte in den 1960er Jahren ein Verfahren zur Kryoextraktion der Augenlinse, wodurch die operative Behandlung bei grauem Star, die zuvor einen mehrtägigen Krankenhausaufenthalt notwendig machte, zu einem ambulanten Eingriff wurde. Weitere Verfahren, die auf Kelman zurückgehen, sind die Phakoemulsifikation der Augenlinse und die Kryokoagulation der Netzhaut (Kryopexie). Kelman entwickelte auch Intraokularlinsen, die millionenfach eingesetzt wurden.
Charles Kelman war Professor für Augenheilkunde am New York Medical College, einer medizinischen Hochschule in Valhalla, New York.
Kelman galt als talentierter Jazzmusiker. Er hatte Auftritte mit Lionel Hampton und Dizzy Gillespie sowie in der Carnegie Hall. Columbia Records veröffentlichte ein Jazz-Album (Moonlight Serenade) mit Kelman am Saxophon.
Kelman starb an Lungenkrebs. Er war verheiratet, mit seiner Frau Ann hatte er fünf Kinder.

## Auszeichnungen (Auswahl)
- 1992 National Medal of Technology and Innovation[1]
- 2003 Laureate Award der American Academy of Ophthalmology[2]
- 2004 Aufnahme in die National Inventors Hall of Fame
- 2004 (postum) Albert Lasker Award for Clinical Medical Research[3]